# 마크 데이비스 (애니메이터)
마크 데이비스(Marc Davis, 본명: 마크 프레이저 데이비스, Marc Fraser Davis, 1913년 3월 30일 - 2000년 1월 12일)는 월트 디즈니 애니메이션 스튜디오의 저명한 미국 예술가이자 애니메이터였다. 디즈니 애니메이션 영화의 핵심 애니메이터로 유명한 디즈니스 나인 올드 맨 중 한 명으로, 시각적 미학에 대한 지식과 이해로 존경을 받았다. 101마리의 달마시안 개 (영화) 작업을 마친 후 그는 월트 디즈니 이미지니어링으로 옮겨 디즈니랜드와 월트 디즈니 월드 리조트의 놀이기구 작업을 한 후 1978년에 은퇴했다.
월트 디즈니는 데이비스에 대해 이렇게 말한 적이 있다. "마크는 스토리를 할 수 있고, 캐릭터를 만들 수 있고, 애니메이션을 만들 수 있고, 나를 위해 쇼를 디자인할 수 있다. 내가 해야 할 일은 그에게 내가 원하는 것을 말하면 바로 거기에 있다! 그는 나의 르네상스 맨이다."